# Айдамиров, Абузар Абдулхакимович
Абуза́р Абдулхаки́мович Айдами́ров (29 октября 1933, Мескеты, Ножай-Юртовский район — 27 мая 2005, Мескеты, Чечня) — советский и чеченский писатель и поэт, прижизненный классик чеченской литературы. Народный писатель Чечено-Ингушской АССР (1977), председатель Союза писателей Чечни (2004—2005).

## Биография
В годы депортации работал учётчиком в полеводческой бригаде, школьным библиотекарем, заместителем главного бухгалтера совхоза. После восстановления Чечено-Ингушской АССР вернулся на родину.
В 1957—1987 годах работал учителем чеченского языка и литературы в родном селе.
В 1963 году окончил историко-филологический факультет Чечено-Ингушского государственного пединститута. В 1964 году был принят в члены Союза писателей СССР. В 1967—1969 годах учился на Высших литературных курсах при Союзе писателей СССР. В 1969—1989 годах был членом правления Союза писателей Чечено-Ингушской АССР. За многолетнюю педагогическую деятельность был отмечен правительственными наградами.
В течение 30 лет был депутатом Ножай-Юртовского районного совета. В 1989—1993 годах, до прихода к власти в Чечне Джохара Дудаева — депутат Верховного Совета РСФСР. В 2004 году, на первом съезде Союза писателей Чеченской Республики после его воссоздания, был избран председателем этой писательской организации.
Дочь Машар Айдамирова также является писательницей.

## Творчество
Первый рассказ Абузара Айдамирова был опубликован в 1957 году.
Целый ряд его стихов был положен на музыку. Песня на стихи Айдамирова и музыку Али Димаева, написанная в 1970-х годах, впоследствии была использована в качестве гимна Чеченской Республики Ичкерия. Сам Айдамиров достаточно критично высказывался о режиме Ичкерии.
Авторству Айдамирова принадлежит историческая трилогия о кавказских войнах XIX века: «Долгие ночи», «Молния в горах» и «Буря». Романы переведены на арабский, турецкий, французский и другие европейские языки.
Самым значительным произведением Айдамирова считается первый роман трилогии — «Долгие ночи». Произведение десять лет пролежало в столе писателя из-за того, что он отказался внести изменения в соответствии с указаниями обкома КПСС. Роман увидел свет в 1972 году и долгое время был под негласным запретом. На русский язык он был переведён только в 1996 году, а в 1998 году вышел на арабском языке.

## Память
В 2006 году открыт Литературно-мемориальный музей А. Айдамирова.

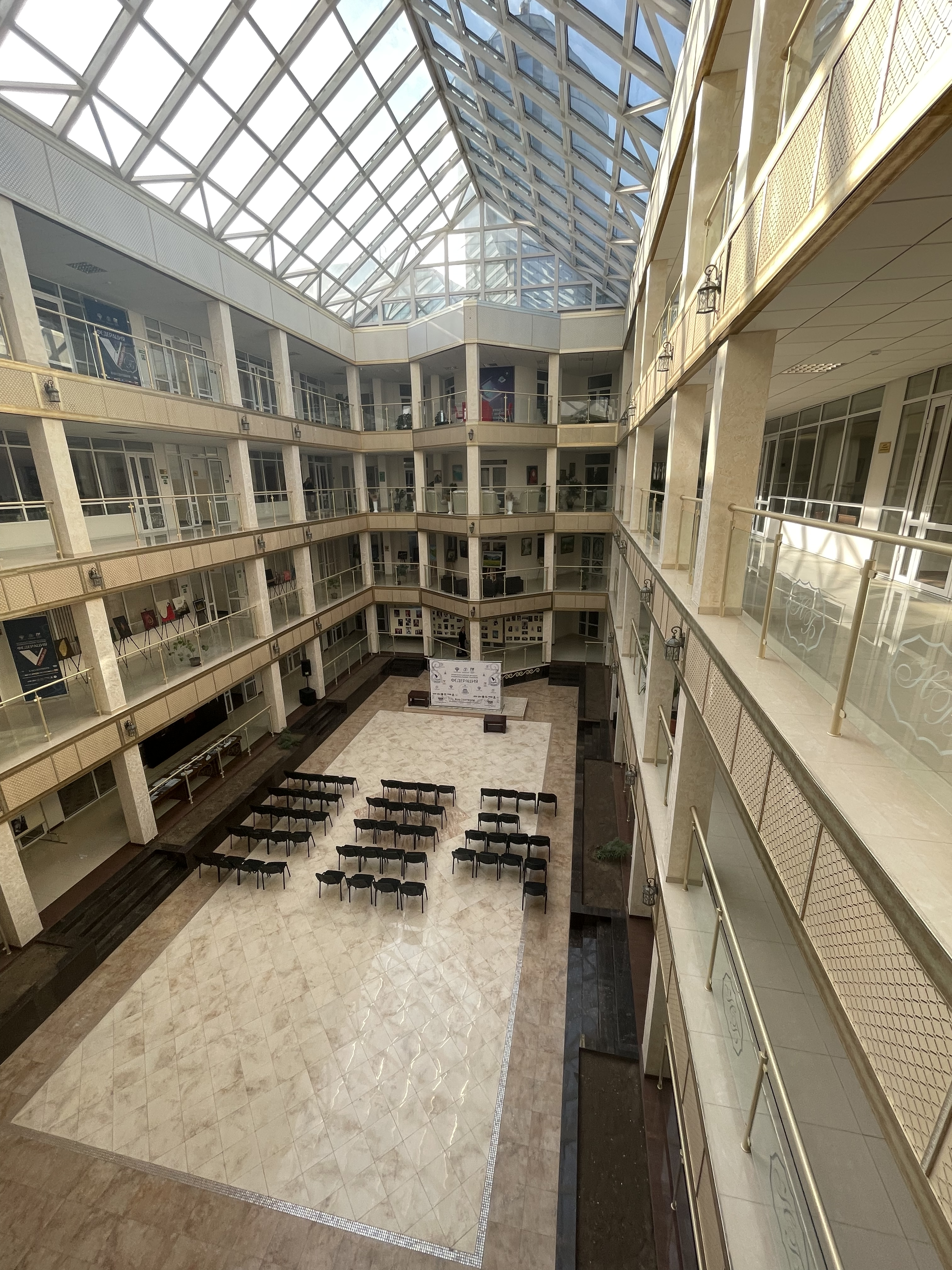
Хол национальной библиотеки им. А. Айдамирова

В 2008 году улица Б. Хмельницкого в Грозном была переименована в улицу А. А. Айдамирова.
Улицы Айдамирова есть в сёлах Толстой-Юрт, Ишхой-Юрт, Джалка и ряде других.
30 октября 2013 года по случаю 80-летия со дня рождения А. А. Айдамирова его имя было присвоено Национальной библиотеке Чеченской Республики.
На Аллее писателей культурно-исторического комплекса «Двор кириллицы» в городе Плиска (Болгария) в ноябре 2018 года установлен бюст Абузара Айдамирова.
5 ноября 2023 года в Шалях прошёл турнир по вольной борьбе в честь 90-летия Абузара Айдамирова.

## Библиография

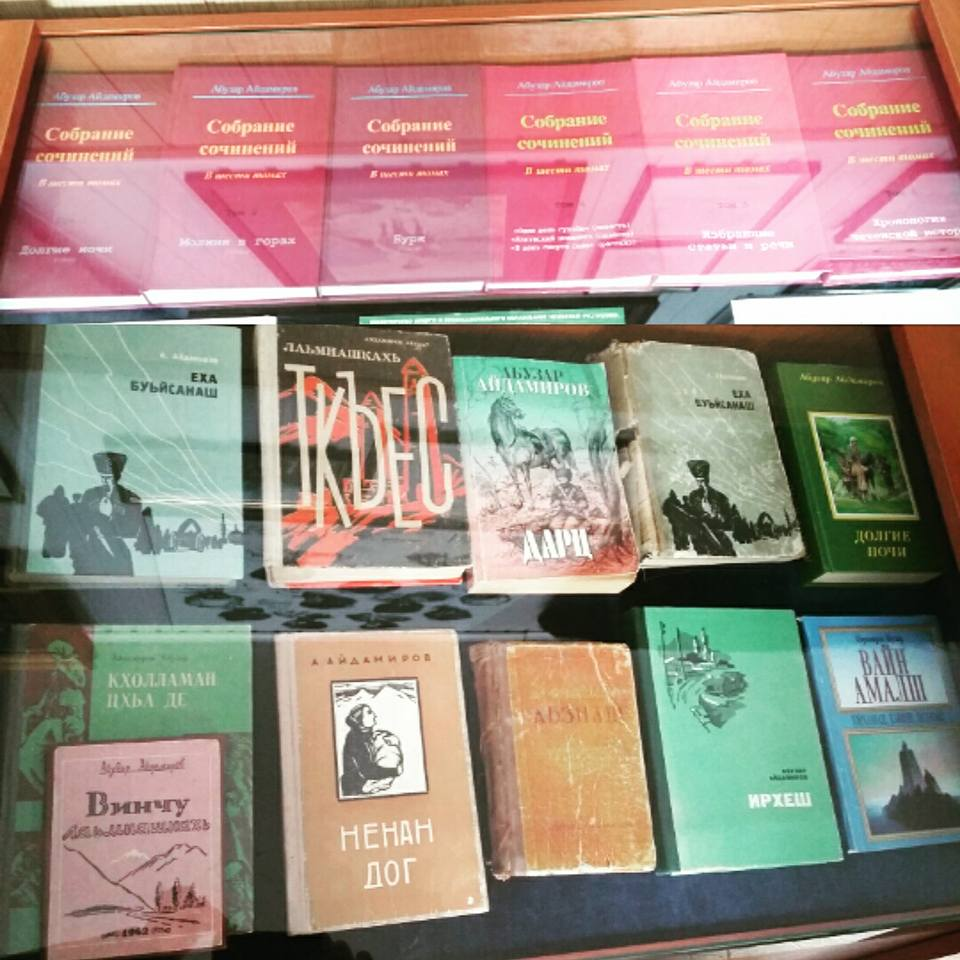
Книги Абузара Айдамирова.

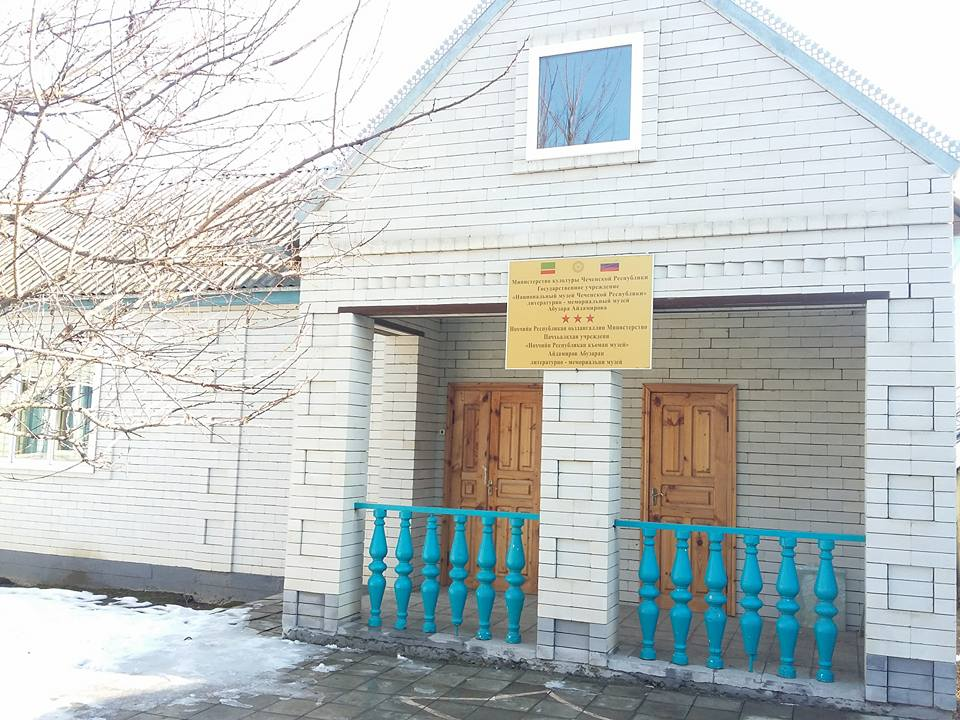
Литературно-мемориальный музей А. Айдамирова.

## Награды и звания
- орден Трудового Красного Знамени (17.06.1981);
- орден Дружбы народов (15.08.1991)[14];
- Народный писатель Чечено-Ингушетии (1977);
- «Отличник образования СССР» (1985);
- Почётный профессор Чеченского государственного университета (1993);
- Почётный академик Академии наук ЧР (1993);
- «Отличник образования РСФСР» (1997);
- «Народный учитель Чеченской Республики»;